# Éva Circé-Côté
Éva Circé-Côté (née le 31 janvier 1871 à Montréal, où elle est morte le 4 mai 1949) est une journaliste, une écrivaine et une bibliothécaire québécoise. Elle est aussi connue pour son militantisme en faveur de l'éducation, contre l'ingérence du clergé dans la politique et pour l'émancipation des femmes.

## Biographie

### Jeunesse et formation
Marie Arzélie Éva Circé naît le 31 janvier 1871. Elle est le cinquième des douze enfants de Julie-Ézilda Décarie (1846-1926) et de Narcisse Circé (1842-1911), un conducteur de trains de marchandises qui devient marchand vers 1875. Seulement trois enfants du couple Circé-Décarie, marié à l'église Notre-Dame de Montréal en 1865, atteignent l'âge adulte : Éva, Maria et Arthur.
L'ancêtre paternel de Julie-Ézilda Décarie, Jean Descarries dit Le Houx (vers 1620-1687), est un charbonnier de France arrivé en Nouvelle-France vers 1650. Il s'est installé à Montréal et toute sa descendance est demeurée dans cette région. La lignée des Circé est également originaire de France : l'ancêtre François Sircé de Saint-Michel (1650-1714), de la région de Paris, est un soldat et chirurgien. Cinq générations de Circé résideront dans la région de La Prairie avant le départ de Narcisse, le père d'Éva, pour la ville de Montréal.
Le père d'Éva, Narcisse Circé, change de métier en 1870 : il abandonne la conduite de trains de marchandises pour le commerce d'habits pour hommes. Il se lance dans cette entreprise avec un associé, Jos Dumouchel, et ouvre un établissement sur la rue Saint-Joseph, dans le quartier Saint-Jacques, près de la résidence des Circé-Décarie. Le magasin d'habits qui, en 1877, prend l'enseigne Narcisse Circé, déménage vers 1883-1884 au 2009, rue Notre-Dame. La famille se déplace du même coup dans une plus grande maison, sur la même rue, au numéro 2007. Éva, sa sœur Maria et son frère Arthur grandissent donc en bonne partie à Sainte-Cunégonde, paroisse (1875), village (1876), ville (1884), cité (1890) puis quartier annexé à Montréal (décembre 1905) en même temps que Saint-Henri (oct. 1905).

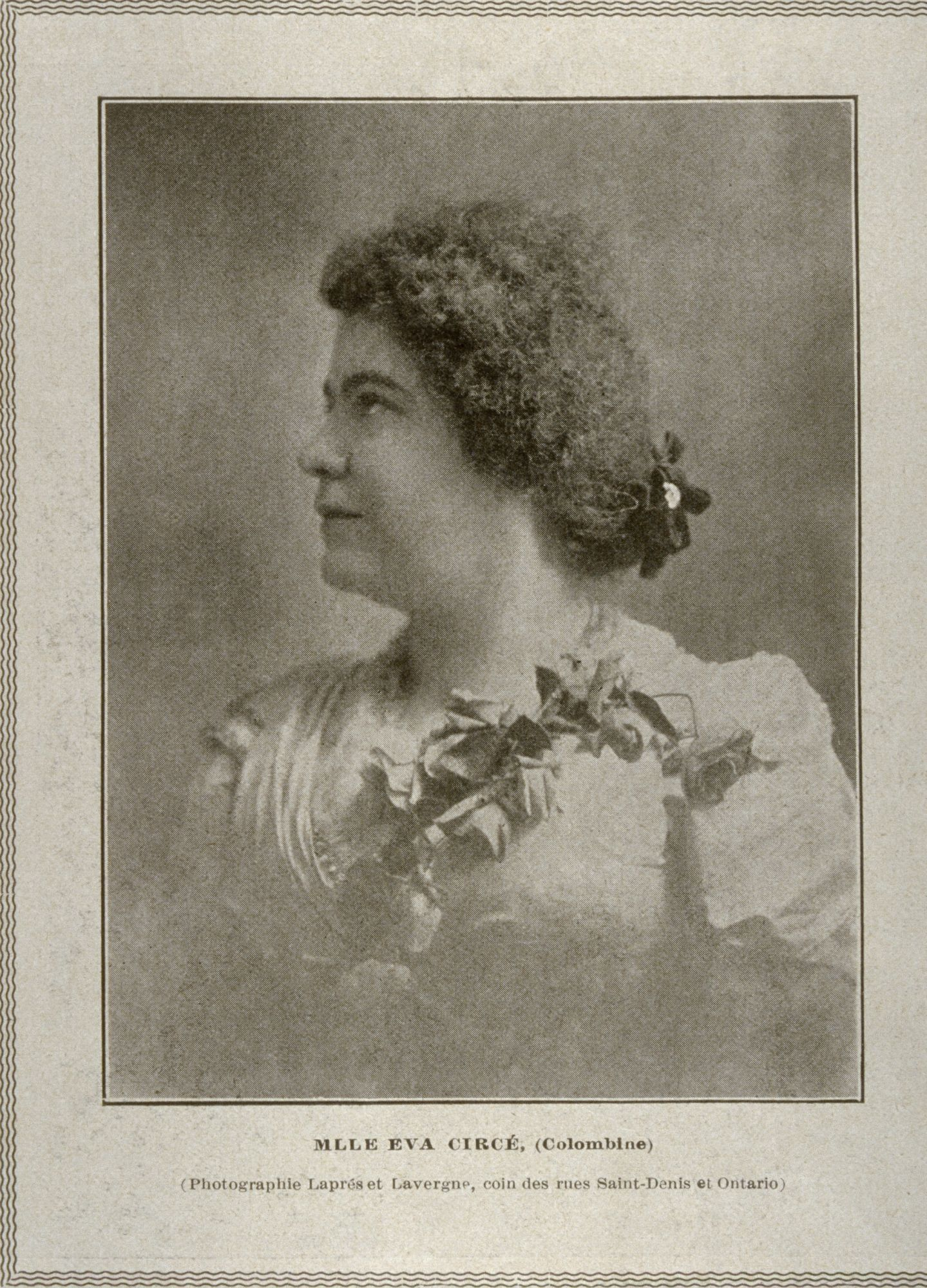
Eva Circé (Colombine). Photo publiée dans L'Album universel du 2 mai 1903, p. 5.

La vie culturelle de Sainte-Cunégonde est intense malgré sa petite taille de quelque 10 000 habitants au tournant du siècle. D'une manière exceptionnelle pour l'époque, elle a des librairies, des théâtres et des cafés littéraires. C'est dans l'hôtel de ville de Sainte-Cunégonde qu'est ouverte en 1905 la première bibliothèque publique de langue française non seulement dans toute l'île de Montréal, mais même au Québec et au Canada. Dirigée par Édouard-Zotique Massicotte, journaliste, historien, archiviste et poète cofondateur de l'École littéraire de Montréal, la bibliothèque profite aux résidents des quartiers Sainte-Cunégonde, Saint-Joseph, Saint-Gabriel et Saint-Henri, jusqu'à sa fermeture en 1918.
Entre 1884 et 1888, de 13 ans à 17 ans, elle étudie à Lachine au pensionnat des Sœurs de Sainte-Anne fondé en 1861. Elle suit des cours de religion, français, anglais, musique, dessin, couture, économie domestique, suivant le curriculum de cet établissement, qui encourage également le développement des talents littéraire et artistique. Pour l’époque, cette éducation est relativement poussée. Peu douée pour la couture, elle est plus dans son élément au piano et au chant et se démarque nettement par ses dons pour l'écriture. À la fin de ses études secondaires, elle reçoit une médaille de bronze en littérature des mains de Lord Stanley de Preston, gouverneur général du Canada, et de sa femme, Lady Stanley.
Après son passage au pensionnat, elle songe à faire carrière dans la musique : elle suit des cours de piano auprès de Clara Lanctôt, des cours de chant auprès de Charles Labelle, et donne quelques concerts. C'est cependant par la plume qu'elle se fera le mieux connaître du public.

### Vie personnelle

#### Mariage et naissance de sa fille
Les circonstances de la rencontre entre Éva Circé et le docteur Pierre-Salomon Côté (1876-1909), de cinq ans son cadet, ne sont pas connues. Originaires du Bas-du-Fleuve, ses parents sont Elzéar Côté (1841-1920), un marchand de Sainte-Luce de Rimouski, et Ann Jane Haney (1847-1921), née en Irlande et arrivée au pays en bas âge. En 1902, après avoir terminé ses études à la faculté de médecine de l'Université Laval, il ouvre un cabinet de pratique sur la rue Saint-Denis, au sud de Rachel, dans le quartier Saint-Jean-Baptiste. Il acquiert rapidement la réputation d'être le « docteur des pauvres » de ce quartier.
Éva Circé (34 ans) et Pierre-Salomon Côté (29 ans) se marient à l'église Saint-Jean-Baptiste le 25 avril 1905. C'est le curé Magloire Auclair qui bénit leur union. À la suite du mariage, le couple emménage au nouveau domicile familial des Circé, situé au 462, rue Rachel, à Montréal, entre Hôtel-de-Ville et De Bullion.
Les deux époux ont des affinités intellectuelles et fréquentent les mêmes milieux libéraux et francs-maçons. Ils ont une fille, Ève, qui naît le 17 août 1906. Circé-Côté publie alors moins de chroniques, sans toutefois abandonner le journalisme.

#### Décès de son mari
Son mari, le docteur Pierre-Salomon Côté, décède le 22 décembre 1909 d'une tuberculose intestinale: il avait trente-trois ans. Médecin reconnu, le journal Le Canada l'encensera, faisant l'éloge du « Médecin des pauvres ».
C'est toutefois un autre élément qui retiendra l'attention médiatique. En plus d'y aller de funérailles civiles et laïques, Éva Circé le fait incinérer, conformément à ses dernières volontés. Chose peu commune chez les Canadiens français, cette décision lui attire la foudre des milieux catholiques et de la presse de droite. De plus, le cortège funèbre est composé de nombreuses figures progressistes du milieu libéral canadien-français: des francs-maçons, des hommes politiques libéraux (notamment Honoré Gervais, député de Saint-Jacques), des journalistes (la rédaction du Canada ou encore Olivar Asselin et Godfroy Langlois) ou encore des écrivains et des dramaturges (notamment Albert Laberge).
La liste de ces 143 personnalités est publiée dans le Carnet mondain du journal La Presse. L'évènement fait scandale au sein de la presse conservatrice, notamment dans L'Action sociale, qui décrit les funérailles de Pierre-Salomon Côté comme une « mascarade macabre de défis à l'Église, organisée [sic.] autour d'un cadavre en décomposition, ce cercueil transformé en piédestal maçonnique ». Ces commentaires entraînent une riposte du journal Le Soleil, qui y voit un « manque de charité », puis un emballement médiatique particulièrement virulent. Face à la polémique, plusieurs personnalités ayant participé au cortège funèbre, notamment Honoré Gervais et Laurent-Olivier David, greffier de la Ville de Montréal, se distancient publiquement de l'évènement. D'autres, comme l'éminent journaliste Olivar Asselin, prennent la défense de Pierre-Salomon Côté et Éva Circé-Côté.
C'est que les critiques ne tardent pas à cibler la femme du défunt, qu'on désigne désormais comme étant la « veuve Côté ». On l'accuse de ne pas avoir respecté la volonté du défunt, en enlevant notamment le crucifix qu'on avait mis entre ses mains et en lui refusant une sépulture catholique. Voyant sa réputation ternie, Éva Circé-Côté répond à ces accusations et défend la réputation de son mari dans une lettre publiée dans Le Devoir. Dans la tempête médiatique, il faut noter que deux journaux appuient néanmoins Circé-Côté: le journal protestant francophone L'Aurore et Le Pays, journal libéral au sein duquel elle collabore un an plus tard.

### Vie professionnelle

#### Journaliste
Vers 1900, les femmes constituent environ 5 % des journalistes, éditeurs et rapporteurs (325 hommes, 18 femmes) de la presse du Québec. Éva Circé connaît naturellement toutes ses collègues féminines et dès 1904 elle participe, avec Robertine Barry (Françoise) et quelques autres pionnières, à la fondation de l'Association des femmes journalistes canadiennes-françaises.
En 1903, elle s'exprime sur son propre engagement intellectuel en publiant le « programme » qu'elle nous dit avoir conçu deux ans plus tôt, en 1901, en se lançant dans le journalisme :
« Malgré ce qu'on en dira, j'irai mon droit chemin, fidèle au programme que je me suis tracé il y a deux ans. Lutter pour les idées généreuses et hardies, défendre les démunis, parce que leur souffrance a toujours raison contre la peur, célébrer tout ce que la nature a de superbe, tout ce que l'art a de consolant, tout ce que la science donne d'espoir à l'humanité, se pencher sur les geôles pour y suspendre une injustice, veiller à l'éducation des petits, au respect dû à la femme, vouloir le repos des siens, faire de cette plume un outil de délivrance, proclamer le chant d'amour, de penser, d'admirer, de vivre, et tout cela sans bruit, sans l'expectative d'une vaine gloriole, avec l'espérance seulement d'être utile, douce et consolante au malheur ».
Pendant quatre décennies, de 1900 à 1942, elle aura signé quelque 1 800 chroniques dans une dizaine de journaux : Les Débats, L'Avenir, L'Avenir du Nord, Le Combat, Le Monde illustré, Le Nationaliste, Le Pays, Le Monde ouvrier, L'Aurore des Canadas.

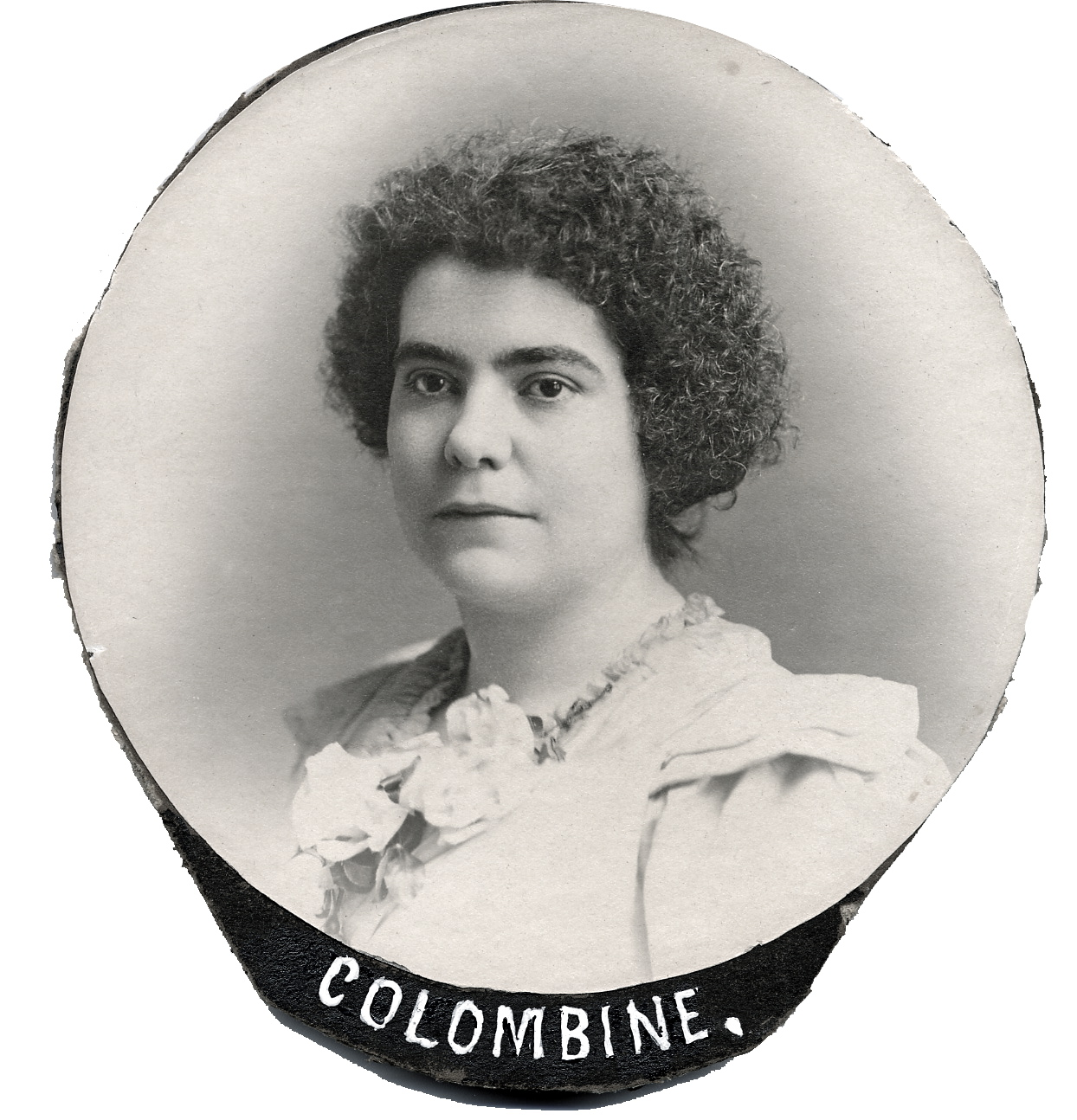
Éva Circé sous son pseudonyme de Colombine, en 1901.

Faute de documents, nous ne savons rien de la « socialisation littéraire » d'Éva Circé entre 1888 et décembre 1899, moment où elle décide d'envoyer quelques poèmes à Louvigny de Montigny, rédacteur en chef au journal Les Débats. Quelques mois plus tard, en septembre 1900, alors qu'elle est âgée de 29 ans, elle a rejoint l'équipe de rédaction de ce nouvel hebdomadaire du dimanche qui se dit « ni vendu ni à vendre à aucune faction politique » et qui espère devenir plus tard un quotidien généraliste,. Outre Louvigny de Montigny, elle y côtoie les Germain Beaulieu, Paul de Martigny, Charles Gill, Jean Charbonneau, Olivar Asselin, Arsène Bessette, qui sont tous des membres ou des proches de l'École littéraire de Montréal. Entre le 16 septembre 1900 et le 8 septembre 1901, Les Débats publie au moins quarante textes d'Éva Circé, qu'elle signe sous les pseudonymes de « Colombine » et de « Musette ». Ces textes sont surtout des chroniques et des reportages, mais on compte aussi quatre poèmes.
Éva Circé prend une part active dans la fondation de L'Avenir, un éphémère hebdomadaire du samedi lancé par les frères Louvigny et Gaston de Montigny, qui protestent contre l'argent du Parti libéral accepté en octobre 1900 par le propriétaire des Débats, Alexandre Duclos, en pleine campagne électorale fédérale. Faute de revenus suffisants, l'aventure de L'Avenir se termine en janvier 1901, et c'est avec dépit que les membres de son équipe retournent aux Débats. Ledit journal, qui ne deviendra jamais un quotidien, disparaît de son côté quelques années plus tard sous le coup de la censure de l'archevêque Monseigneur Bruchési, qui en interdit la lecture aux catholiques le 29 septembre 1903. Son successeur, Le Combat, subit le même sort le 20 janvier 1904.
En 1901, avec plusieurs collègues de l'équipe des Débats, Éva Circé entre à la rédaction du journal sherbrookois Le Pionnier, un autre hebdomadaire du dimanche. Bien que publié pour son lectorat de Sherbrooke, Le Pionnier partage les locaux montréalais du Le Monde illustré situés sur la rue Saint-Gabriel. Entre 1901 et 1902, Éva Circé produit quelque vingt articles pour Le Pionnier et environ le même nombre pour Le Monde illustré.
En plus des Débats, de L'Avenir, du Pionnier et du Monde illustré, Éva Circé collabore à L'Avenir du Nord, encore une fois un hebdomadaire du dimanche, d'allégeance libérale, publié à Saint-Jérôme. Elle rédige une quarantaine d'articles dans le cadre de cette collaboration, qui s'étend de 1900 à 1909. Circé-Côté publie la majorité de ses textes entre 1900 et 1903 (année où son implication dans une bibliothèque municipale et d'autres activités prendront beaucoup de son temps).
En décembre 1902, Éva Circé, Arsène Bessette et Charles Gill fondent L'Étincelle, un journal littéraire. À la même époque, d'autres femmes journalistes font également œuvre de pionnières dans les lettres : Robertine Barry avec Le Journal de Françoise, Anne-Marie Gleason (Madeleine) avec son recueil intitulé Premier péché et Marie Gérin-Lajoie avec son Traité de droit usuel.
C'est Éva Circé qui est l'éditrice et la propriétaire de L'Étincelle. Outre les fondateurs eux-mêmes, on compte notamment parmi les collaborateurs du journal le poète Émile Nelligan. Circé-Côté publie quelque quatorze textes pour L'Étincelle : des poèmes, des contes et des essais. Sa biographe, Andrée Lévesque, estime également que plusieurs articles du journal, non signés, furent aussi rédigés par l'éditrice-propriétaire.

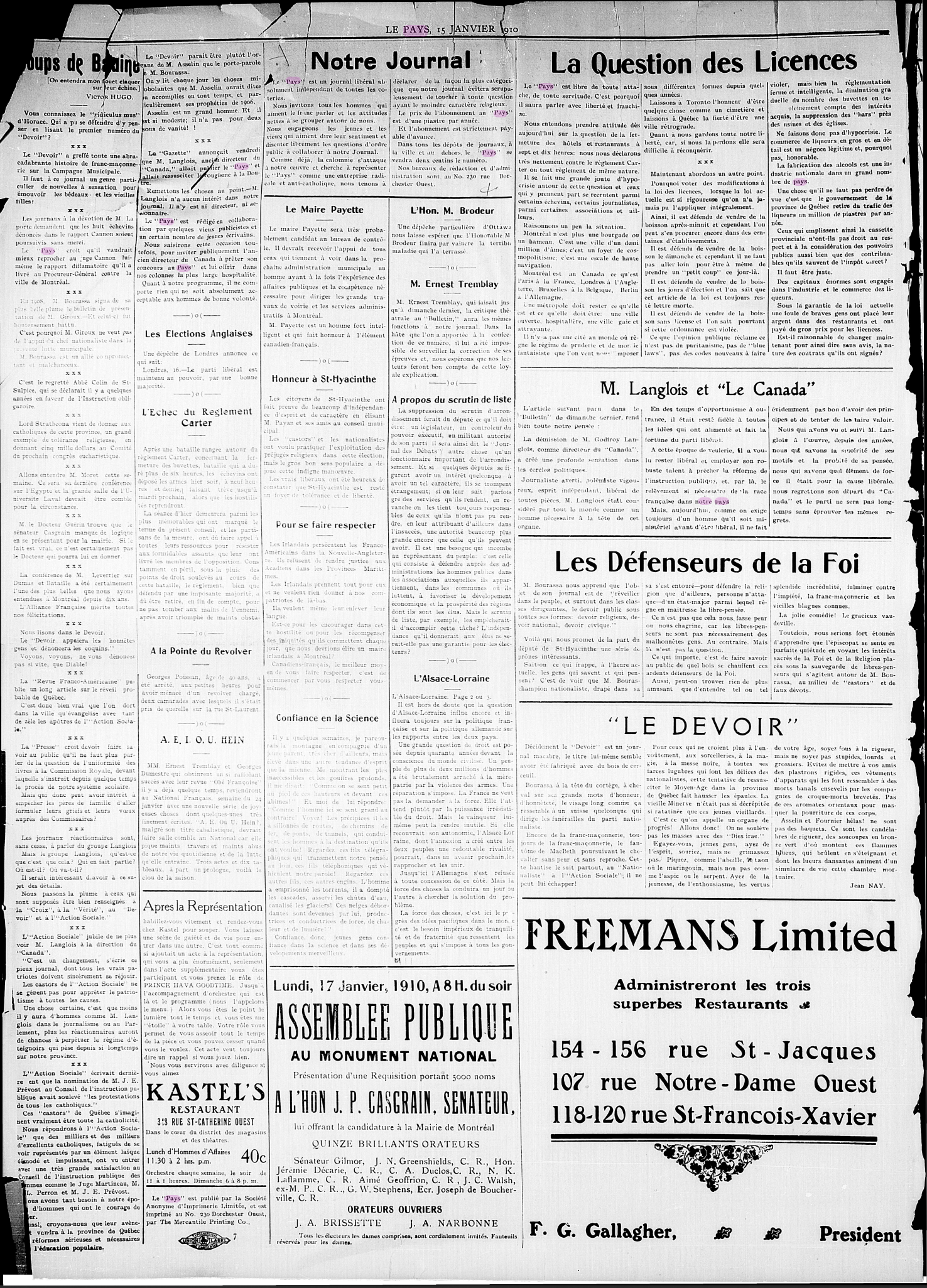
Premier numéro du journal Le Pays, publié le 15 janvier 1910. L'article "Le Devoir" est signé par Jean Nay, un des pseudonymes qu'Éva Circé-Côté utilise pour contribuer au journal.

Le septième et dernier numéro de l'éphémère journal paraît le 14 février 1903. Le dernier texte de L'Étincelle, se penchant sur une conférence intitulée « Étude sur les causes de l'infériorité de la femme », est considéré par Andrée Lévesque comme étant le premier essai féministe d'Éva Circé-Côté. Cette dernière retourne au journal Débats après la fin de sa brève initiative entrepreneuriale.
En janvier 1910, elle entame sa collaboration à l'hebdomadaire libéral radical Le Pays dirigé par Godfroy Langlois. Elle y publie 793 chroniques, sous plusieurs pseudonymes (Jean Nay, Paul S. Bédard, Fantasio, etc.), peut-être parce qu'elle voulait s'assurer de garder son poste à la bibliothèque parallèlement à ses activités journalistiques. Sa biographe, Andrée Lévesque, se questionne à savoir si Circé-Côté a évité d'utiliser Colombine et Musette parce qu'elles auraient été « discréditées par le scandale qui persiste autour des funérailles du docteur Côté ». Dans ses chroniques, elle milite pour l'instruction publique, s'insurge contre la corruption, condamne la peine de mort et, plus généralement, « exprime sa foi dans le progrès ».
Dès la fondation du Monde ouvrier par Gustave Francq en 1919, elle se joint à son l'équipe et publie dans le journal syndical jusqu'en 1942. À partir de 1937, elle publie aussi dans le journal protestant francophone L'Aurore.
Des parallèles peuvent être tracées entre les stratégies d'éducation au progressisme d'Éva Circé-Côté, qui passent en grande partie par le journalisme engagé, et les stratégies mises de l'avant à la même époque par les femmes anarchistes en France.

#### Écrivaine
Elle devient écrivaine en explorant tour à la tour la poésie, l'écriture dramaturgique et l'essai. C'est la passion qu'elle entretient pour la poésie qui l'amène d'abord à participer au milieu littéraire de Montréal.

##### Poésie
En avril 1903, elle publie sous le pseudonyme de Colombine un recueil d'une soixantaine de textes intitulé Bleu, Blanc, Rouge. Les 369 pages du volume paru chez Déom frères comprennent, comme nous l'indique son sous-titre, des « poésies », des « paysages » et des « causeries ». Œuvre hétérogène, elle refléterait, selon le Dictionnaire des œuvres littéraires du Québec (DOLQ), « la manière de vivre, les usages, les coutumes et les préjugés des Canadiens français de son époque. »
Le livre reçoit une très bonne réception critique, notamment dans Le Soleil, La Patrie et L'Album universel. Même un adversaire idéologique conservateur et catholique comme le Belge d'origine Louis Tytgat, qui n'aime pas la France républicaine, est forcé de reconnaître au moins les mérites du style de l'écrivaine. En 1989, le Dictionnaire des auteurs de langue française en Amérique du Nord (DALFAN) décrit en ces mots le recueil:
« C’est le fruit de ses enthousiasmes, de ses observations sur le "théâtre de la rue", et de ses remarques de moraliste. Il s’y manifeste un ardent patriotisme, une bonté profonde envers les petits, une forte prise de position en faveur du rôle de la femme dans la société et les lettres, tout cela, malgré une émotion trop facilement emportée, est exprimé avec une magnifique franchise, souvent avec finesse, dans une langue très pure. »

##### Théâtre
Sa pièce Hindelang et De Lorimier joué au Théâtre National environ un mois après la publication de Bleu, Blanc, Rouge lui vaut la consécration comme dramaturge. Si le texte de la pièce ne nous est pas parvenu, les comptes-rendus très positifs de la presse nous décrivent un drame en quatre actes mettant en scène deux authentiques patriotes bas-canadiens (Charles Hindenlang et Chevalier de Lorimier) impliqués dans les insurrections de 1837-1838 et pendus par le gouvernement colonial britannique au Pied-du-Courant en 1839.
Sans doute encouragée par le succès de sa pièce dramatique, elle se lance dans l'écriture d'une comédie en un seul acte intitulée Le Fumeur endiablé, qui lui vaut un prix (ex æquo avec Un arrêt judicieux de Germain Beaulieu) lors d'un concours organisé en mai 1904 par Georges Gauvreau, le directeur du Théâtre National. Signée Colombine, la pièce raconte l’histoire d’un bon « Canadien » qui décide, à l'occasion du carême, d’arrêter de fumer sa pipe. Si les archives ne permettent pas de prendre la mesure de la réception du Fumeur endiablé ni même d'en lire le texte, on peut souligner le fait que la pièce est lue quelque 18 ans plus tard, le 8 mai 1922, lors d'une soirée consacrée aux dramaturges canadiens organisée par la section française de la Société des auteurs canadiens.
En 1920, elle travaille sur un drame historique en quatre actes intitulé Maisonneuve. Le 3 avril 1921, la pièce qui porte sur la fondation de Montréal est montée au théâtre montréalais His Majesty's. La pièce se mérite les ovations du public et la critique de la presse libérale (Le Pays, Le Canada, La Presse, La Patrie) est très positive.
En novembre 1921, elle reçoit pour sa pièce L'Aglomanie le troisième prix d'un concours d'art dramatique lancé par L'Action française de Montréal. Le texte de cette pièce en trois actes ne nous est pas parvenu, mais les critiques de La Presse et du Canada nous décrivent une comédie qui s'en prend autant à l'anglophilie qu'à l'anglophobie. Malgré les fleurs de la critique, la pièce présentée au Monument-National le 21 mars 1922 connaît des ratés avec des comédiens mal préparés et un public qui n'est pas au rendez-vous.

##### Essai
En 1924, elle publie Papineau. Son influence sur la pensée canadienne. Dans cet « essai de psychologie historique » de quelque 250 pages, édité par R. A. Regnault & Cie., imprimeurs, et dédié au poète Gonzalve Desaulniers, elle dit vouloir procéder à un « examen de conscience nationale » en parcourant « l'histoire politique du siècle qui vient de s’écouler ». Admiratrice de l'homme politique Louis-Joseph Papineau et de la génération de patriotes libéraux dont il est issu, l'essayiste se désole que sa propre génération « par couardise ou par indifférence, n’a[it] rien tenté pour perpétuer la gloire de ceux qui méritent les hommages de tout un peuple ».

#### Directrice du Lycée des jeunes filles
Dès la fin du XIXe siècle, Éva Circé-Côté prononce des conférences sur l'éducation des filles. Elle appuie le programme de la Ligue de l'enseignement, fondée au Québec en 1902.
En septembre 1908, avec la journaliste Georgina Bélanger-Gill, elle ouvre le Lycée des jeunes filles inc., situé au 286, rue Saint-Denis, en plein Quartier latin. Annoncé publiquement quelques mois plus tôt en avril 1908, l'établissement privé, présidé officiellement par Gonzalve Desaulniers, est dirigé dans les faits par Éva Circé-Côté et Georgina Bélanger-Gill, qui recrutent des enseignantes de France et des États-Unis. Les pensionnaires et les externes reçues par le lycée reçoivent un enseignement laïc qui se veut moderne, avec des leçons de français, d'anglais, de sténographie. Le programme comporte également des cours de beaux-arts, de musique, de chant, de peinture et de danse.
Éva Circé-Côté se retire de la direction peu avant la rentrée de septembre 1909, probablement en raison de la maladie de son mari. Elle est remplacée par Mme de la Chaux, professeure de musique du Lycée.
Le Lycée ferme ses portes en 1910 pour des raisons qui restent à élucider.
Malgré sa courte vie, le Lycée des jeunes filles marque l'histoire de l'éducation des femmes en provoquant une vive réaction dans les milieux catholiques opposés à l'enseignement laïc. Refusée en 1904, la demande des religieuses de la congrégation de Notre-Dame (CND) d'ouvrir un collège d'enseignement supérieur pour jeunes filles est accordée par Monseigneur Bruchési peu après avril 1908. Le 12 octobre 1908, entre en activité l'École d’enseignement supérieur pour filles, le premier collège classique féminin du Québec.

#### Bibliothécaire

##### Bibliothèque technique

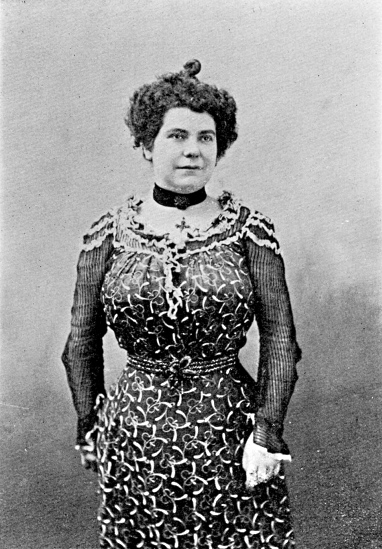
Éva Circé, avant 21 mars 1903.

Contrairement aux communautés anglophones de Montréal qui peuvent fréquenter la bibliothèque du Montreal Mechanic’s Institute, du Fraser Institute, de la Westmount Public Library ou du Young Men's Christian Association, la population francophone de la fin du XIXe siècle a très peu accès à des bibliothèques, notamment à cause de la volonté du clergé d'exercer un contrôle sur les ouvrages sélectionnés. Malgré le contexte de l'époque, la Commission de la bibliothèque de la ville de Montréal approuve en 1903 la fondation de la Bibliothèque technique. Cette dernière est aménagée au Monument-National, propriété de la Société Saint-Jean-Baptiste, et sa collection est constituée d'ouvrages scientifiques servant à parfaire la formation des ouvriers.
Cinq personnes soumettent leur candidature pour pourvoir au poste de bibliothécaire et de conservateur à la Bibliothèque technique : Fabien Vanasse, M. Dubreuil, Mme Tremblay, Idola Saint-Jean et Éva Circé. Même si elle ne possède pas de formation de bibliothécaire, l'appui des dames patronnesses de l'Association Saint-Jean-Baptiste ainsi que le rayonnement d'Éva Circé en tant que journaliste, poète et dramaturge ont joué en sa faveur pour l'obtention du poste. On juge dans les premières décennies du 20e siècle que la fondation de la bibliothèque constitue sa « grand oeuvre ».
À titre de bibliothécaire et de conservatrice, Éva Circé reçoit un salaire annuel de 400 $ (CAD) et poursuit en parallèle sa carrière de journaliste. Toutefois, sa nomination à la Bibliothèque technique semble précaire, car dans un article paru dans le journal La Presse du 12 août 1903 qui mentionne l'embauche de Circé-Côté, il est précisé que « plus tard, lorsque les besoins du service l’exigeront, on nommera un homme ». À son ouverture, la Bibliothèque technique est ouverte 85 heures par semaine, et du lundi au samedi, ses portes ferment à 22 heures pour permettre aux travailleurs d'y accéder. En 1909, Éva Circé-Côté y travaille 40 heures par semaine, soit du lundi au samedi, de 10 à 13 heures et de 19 à 22 heures ainsi que le dimanche, de 14 à 18 heures.
À ses débuts, la collection de la Bibliothèque technique est composée d'ouvrages destinés aux travailleurs et les sujets abordés traitent de mécanique, des travaux publics, de la photographie, de la métallurgie, des mathématiques, de la physique et de la géographie. En novembre 1905, la Commission de la bibliothèque permet à Éva Circé-Côté d'élargir le mandat de la Bibliothèque technique en permettant l'acquisition de romans, de livres poétiques, historiques et artistiques. Ce glissement de vocation mécontente les autorités religieuses, dont monseigneur Bruchési, et en février 1907, il avise par écrit les membres de la Commission de la bibliothèque de la présence de ces livres qu’il juge indésirables, soit parce qu'ils ne correspondent pas à la mission technique de la bibliothèque ou qu'ils sont inscrits à l'Index. Le 10 novembre 1908, le Conseil municipal de Montréal vote un projet de règlement qui confirme le caractère technique de la bibliothèque et, quelques mois plus tard, soit le 16 juin 1909, Éva Circé-Côté est remplacée par le journaliste Lorenzo Prince. Ensuite, elle est rétrogradée au poste d’assistante-bibliothécaire, où son salaire annuel est révisé à 300 $ (CAD). Du 2 juin au 13 octobre 1909, Lorenzo Prince occupe le poste de bibliothécaire et de conservateur à la bibliothèque technique, puis il est remplacé en 1909 par Frédéric Villeneuve qui maintient Éva Circé-Côté dans ses fonctions d'assistante et son salaire annuel est révisé à 350 $ (CAD).
Au fil des années, les autorités municipales, le Conseil de la bibliothèque, le clergé et Éva Circé-Côté ont plusieurs conflits concernant le choix de livre puisque deux visions de la Bibliothèque technique s'affrontent : « fournir une aide technique aux travailleurs ou éduquer et distraire lecteurs et lectrices ». Toutefois, avec l'appui de son patron Frédéric Villeneuve, et de son successeur Hector Garneau, Éva Circé-Côté poursuit son mandat d'acquérir une grande variété d'ouvrages, tout en refusant de céder aux pressions du clergé concernant les choix d'acquisition.
Dans les journaux où elle publie ses chroniques, Éva Circé-Côté rédige une cinquantaine d'articles sous différents pseudonymes pour présenter les enjeux de la bibliothèque publique à Montréal. Ces chroniques présentent les idées de Circé-Côté concernant la bibliothèque, soit qu'elle est un lieu d'instruction, qu'elle doit être indépendante des autorités en place, notamment du clergé catholique, et qu'elle doit acquérir une grande variété d'ouvrages : de la littérature légère, des ouvrages scientifiques, des romans, etc.
En 1910, la bibliothèque acquiert la collection du bibliophile Philéas Gagnon et Éva Circé-Côté devient la responsable du catalogue de cette collection. L’accueil de ce vaste éventail de documents représente un travail d’envergure pour la bibliothécaire. Dès le moment de sa réception, la totalité de ce regroupement d’ouvrages correspond à près de 12 479 pièces d’une valeur pouvant s’élever à près 40 000$ à l’époque. Puisque sa constitution s’est échelonnée sur plusieurs années, le contenu de la collection est hautement diversifié. Des livres et des manuscrits, en passant par des brochures, des estampes, des plans ou même des dessins et des portraits, la collection réunit un ensemble exclusif et rare d’informations locales et internationales, mais aussi contemporaines et historiques. Circé-Côté hérite donc de la tâche de la classification, du catalogage, tout en veillant à rendre accessible aux usagers les différents ouvrages recensés. Une mission tout indiquée pour la libérale et libre-penseuse qu’elle était. D’ailleurs, cette une responsabilité qui l’accompagnera durant toute sa carrière et qui lui vaudra éventuellement le titre de directrice de la collection Gagnon. En 1911, la Bibliothèque technique déménage dans l’École technique de Montréal située sur la rue Sherbrooke. En 1913, son patron, Frédéric Villeneuve, lui fait suivre des cours de bibliographie à l'Université McGill pour parfaire ses connaissances du domaine et l'aider dans la gestion de la collection Gagnon. Grâce à cette formation, elle augmente son salaire annuel à 900 $.
En 1914, l’annonce de la construction d’une bibliothèque municipale qui remplacera la Bibliothèque technique enchante Circé-Côté et elle dédie un article sur ce sujet sous le pseudonyme de Fantasio dans le journal Le Pays le 27 juin 1914. En 1915, Frédéric Villeneuve décède et Éva Circé-Côté devient bibliothécaire en chef intérimaire pour une durée de neuf mois. Lorsque Hector Garneau, petit-fils de l'historien François-Xavier Garneau, est attitré au poste de bibliothécaire en chef, elle retourne dans ses fonctions d'assistante-bibliothécaire.

##### Bibliothèque municipale

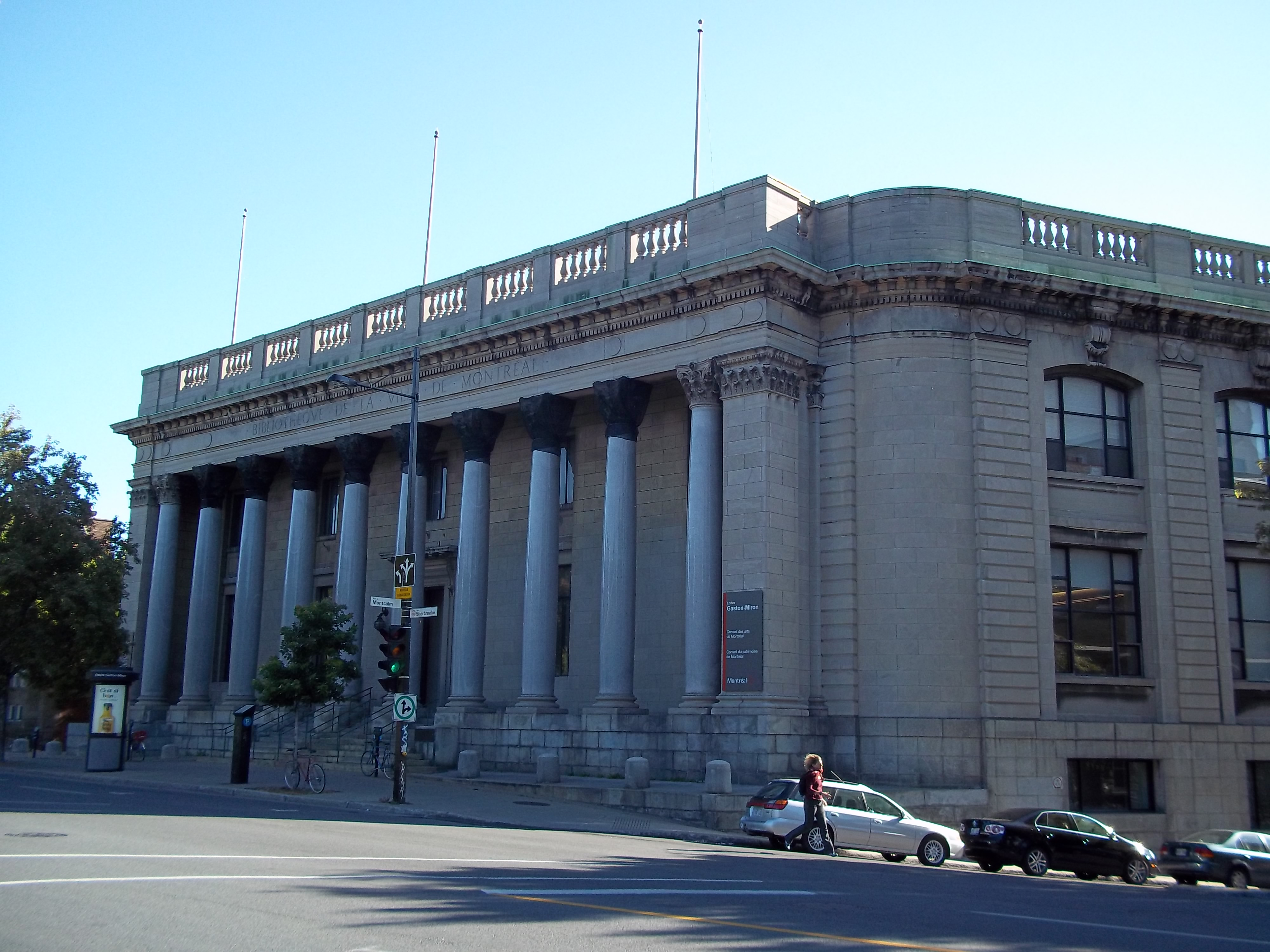
Édifice Gaston-Miron (1210, rue Sherbrooke Est) en 2011

En 1917, la Bibliothèque technique devient la Bibliothèque municipale et Éva Circé-Côté est présente le jour de l'inauguration dans les nouveaux locaux situés sur la rue Sherbrooke, en face du parc Lafontaine (aujourd'hui l'Édifice Gaston-Miron). Quelques mois après son ouverture, Éva Circé-Côté constate que les rayons de la Bibliothèque municipale sont dégarnis et elle écrit une chronique, toujours sous le couvert d'un pseudonyme, pour exiger l'augmentation du budget d'acquisition de livres. En 1921, elle aborde dans ses chroniques la nécessité d'embaucher des assistantes et en 1931, elle milite pour l'accessibilité de la Bibliothèque municipale aux enfants.
Effectivement habitée d’idéaux progressistes, Circé-Côté défendra toute sa vie l'accès des enfants aux livres et à la littérature. « Heureux l’enfant qui a pris tout jeune le chemin de la bibliothèque. » énonçait-elle dans Le Monde ouvrier en novembre 1930. Alors que d’autres institutions nord-américaines soutiennent déjà cette initiative, notamment les États-Unis avec la première bibliothèque pour enfants de Salisbury dans le Connecticut en 1803, ce n’est qu’en 1911 que Montréal se dote d’un tel service. En effet, la bibliothèque anglophone de Westmount ouvrira un pavillon et rendra accessible une collection entièrement dédiée à cette portion de la population. La création de ces espaces prouve l’importance de ce service et de l’accès à la littératie dans le développement global de l’enfant. Par le fait même, cela ne manque pas de souligner au passage le retard des établissements francophones qui font alors piètre figure. Un enjeu souvent soulevé par Circé-Côté dans plusieurs de ces chroniques. Elle revendiquera longtemps la complémentarité des bibliothèques avec le système éducatif formel.
Du côté francophone de la métropole québécoise, il faudra attendre l’année 1928, soit plus d’une décennie après l’ouverture de la bibliothèque municipale rue Sherbrooke, pour que celle-ci accepte de céder l’un de ses locaux afin d’accueillir ce type de clientèle. Malheureusement, ce projet de Circé-Côté ne sera que de courte durée puisque dès 1933, Aegidius Fauteux alors directeur de la bibliothèque municipale, impose un règlement interdisant au moins de 12 ans l’accès à l’établissement compromettant directement le développement des services aux jeunes. À regret, Circé-Côté ne pourra jamais pleinement profiter des fruits de son militantisme, car ce n’est qu’en 1941, alors retraitée, que sous la gouverne de Léo-Paul Desrosiers, un étage entier de la bibliothèque, plus précisément le sous-sol, sera finalement consacré à la littérature jeunesse.
Femme de lettres, Circé-Côté participera également à la mise en valeur du rôle des écrivains et de la littérature canadienne-française, entre autres par l'octroi de prix littéraires et l'organisation de soirées littéraires à la Bibliothèque municipale. En tant que membre cofondatrice de la section canadienne-française de l'Association des auteurs canadiens (qui deviendra ensuite la Société des auteurs canadiens), Circé-Côté défend aussi la question des droits d'auteur et la spécificité de la littérature canadienne-française. Le 17 avril 1921 se tiendra à la Bibliothèque municipale la première rencontre officielle de l'Association en présence des trente fondateurs, soit des intellectuels et des professionnels du monde des lettres, de la culture et de l'éducation. Circé-Côté animera à la bibliothèque des conférences, et organisera, en collaboration avec Anne-Marie Gleason (Madeleine Huguenin), Victor Morin et Aegidius Fauteux, la Semaine du livre canadien, du 21 au 26 novembre 1921. Les activités au programme se tiendront à la Bibliothèque municipale, mais aussi à la Bibliothèque Fraser et à la Bibliothèque Saint-Sulpice.
En 1922, la Bibliothèque municipale s'attaque au catalogage de la collection Gagnon, et cette tâche incombe à Éva Circé-Côté ainsi qu'à son assistante Marie-Claire Daveluy. En 1926, dans leur correspondance personnelle, elle témoigne à son ancien collègue et ami, Marcel Dugas, son attachement à cette collection : « Je suis toujours à la collection Gagnon en compagnie de bouquins poussiéreux que je préfère à la société de mes dissemblables. ». Riche et constitué d’ouvrages variés et diversifiés, le refuge que la collection devient pour la bibliothécaire confirme la valeur qu’elle attribue à ces ouvrages de qualité, témoins fondamentaux de l’histoire du Canada et du Québec. Circé-Côté travaillera activement tout au long de sa carrière pour favoriser l’accès, à la population québécoise, à cette collection unique. À l’occasion de son rapport annuel de l’année 1930-1931, elle affirme que : « notre intention quand le catalogue sera parfait est d’attirer l’attention du public sur les trésors bibliographiques ignorés que renferme notre Bibliothèque, et qui mettent en lumière certaines phases de notre histoire. »
Après le départ de Hector Garneau en 1930, Félix Desrochers devient le nouveau bibliothécaire en chef jusqu'en 1932. Aegidius Fauteux quitte son poste à la Bibliothèque Saint-Sulpice et devient le nouveau bibliothécaire en chef de la Bibliothèque municipale. Circé-Côté et Fauteux ne s'entendent pas sur le mandat que doit avoir la bibliothèque : alors que le directeur veut en faire une institution tournée vers les « gens d'étude et la classe instruite », Circé-Côté veut en préserver le caractère populaire et démocratique, persuadée que la lecture et l'éducation sont les moteurs principaux du progrès social. En 1932, à 61 ans, Éva Circé-Côté est congédiée par Aegidius Fauteux, le nouveau directeur de la bibliothèque. Marie-Claire Daveluy prend alors sa place pour la gestion du catalogue. En guise de compensation, Éva Circé-Côté reçoit une pension mensuelle de 809,10 $.
Par sa double carrière de journaliste et de bibliothécaire, Éva Circé-Côté joindra l’action à la parole et deviendra l’une des pionnières de la scène culturelle montréalaise et québécoise. Elle la fera d’abord évoluer par la publication de ses opinions écrites, quoique parfois rédigée sous le couvert de différents pseudonymes, qui véhiculeront ces intentions progressistes. Bien que ces articles participeront à partager ses idées novatrices et avant-gardistes, c’est aussi grâce à son emploi de bibliothécaire qu’elle parviendra à incarner ses idéaux innovants. Ses réalisations professionnelles, déployées au quotidien sur plus d’une trentaine d’années, changeront le portrait littéraire et éducatif de la province. Quoiqu’il soit ardu de mesurer pleinement l’impact et l’héritage de son travail, le militantisme et l’activisme de Circé-Côté témoignent d’un engagement soutenu envers ses contemporains et de la foi indéniable qu’elle avait envers ses valeurs humanistes de partage, de bien commun et d’éducation par l’accès à la littératie.

### Fin de carrière
Ayant perdu son emploi à la Bibliothèque municipale de Montréal, Éva Circé-Côté est forcée de vendre sa maison située sur le prestigieux boulevard Westmount. Elle habite alors plus à l'est, sur le boulevard Saint-Joseph (jusqu'en 1933) avant de revenir à Westmount en 1948. Elle doit toutefois avoir des locataires afin de boucler ses fins de mois.
Éva Circé-Côté ne met pas fin à toutes ses activités à sa « retraite ». Elle fait des apparitions à la radio, notamment à CKAC et continue de publier dans Le Monde ouvrier. Amie proche de Georgina Bélanger, elle s'implique également en tant que porte-parole au sein de la Ligue des filles natives canadiennes, une organisation féministe originaire de Colombie-Britannique ayant deux principaux buts: l'adoption de symboles propres au Canada (comme un drapeau spécifique) et la restriction de l'immigration. Circé-Côté aurait été sensible à ce dernier point de par le fait qu'elle était solidaire de ses lecteurs de la classe ouvrière pouvant se sentir menacés durant la Grande Dépression. Des divergences avec Georgina Bélanger, notamment sur l'aide aux colons et l'usage des fonds de la Ligue des filles natives canadiennes, finissent toutefois par la faire démissionner de l'organisation le 5 mars 1934.
Alors qu'elle écrit de moins en moins d'articles dans le Monde ouvrier, elle publie une série d'articles de critique cinématographique dans La Revue moderne. Elle se rapproche également des milieux protestants, publiant des articles dans le journal L'Aurore. Dans ses chroniques, elle traite de sujets comme la droite catholique, le progrès, la laïcité, le suffrage féminin ou encore l'éducation. Malgré un « embourgeoisement » de Circé-Côté d'après sa biographe (notamment dans sa défense des droits des propriétaires et l'opposition aux taxes), elle continue de maintenir des positions progressistes dans les dernières années de sa vie. Elle s'oppose notamment, en 1936, à l'invasion de l'Éthiopie par l'Italie de Mussolini (qu'elle qualifie d'« antéchrist ») et critique l'« inaction de la Société des Nations » et la « montée du militarisme » à l'aube de la Seconde Guerre mondiale.
Autre fait notable, elle se réjouit de l'obtention du droit de vote pour les femmes québécoises en 1940, symbole de l'aboutissement des multiples combats féministes qu'elle a menés tout au long de sa vie.

### Décès
Le 4 mai 1949, Éva Circé-Côté décède à l'âge de 78 ans. Elle reçoit des funérailles à l'église unie Saint-Jean, fondée en 1841 par des protestants francophones et affiliée à l'Église Unie du Canada. Son corps est inhumé dans un cimetière laïque de Ville Saint-Laurent nommé le Montreal Memorial Park.
Tous les papiers de l'écrivaine sont détruits lors du nettoyage de son appartement situé au 3512, avenue Vendôme.

## Idéologie

### Féminisme
Éva Circé-Côté s’est impliquée sans équivoque dans la défense du droit des femmes de travailler : elle dit que les femmes ont des qualités (méthodisme, assiduité, altruisme, persévérance, etc.) qui les rendent plus adaptées à certains types de travail (ex. en administration publique). Ainsi, elles les sont tout à fait capable de s’adapter aux métiers de leurs maris, au point qu’elles développent de meilleures relations avec leurs patrons. Toutefois, cette auteure dénonce le fait que les enfants sont négligés par les mères qui travaillent en usine ou en bureau, décriant le sacrifice de la maternité.  Elle utilise ce phénomène pour réclamer la protection du travail des femmes par l’État. Notamment, la journaliste demande que l’État pousse les employeurs à adapter le milieu de travail aux femmes : réduction des heures travaillées, sièges fournis, mesures d’hygiènes, etc. Finalement, comme elle est consciente que les femmes vont travailler à cause de différents motifs économiques, elle croit que les femmes doivent être payées à même salaire que les hommes pour le même travail, contrairement aux syndicats au début du 20e siècle qui étaient attachés au modèle de l’époux pourvoyeur qui gagne plus que sa femme dont le revenu est un supplément pour la maison. Elle s’oppose aussi au congédiement des femmes lors de la Grande Dépression pour remédier au chômage chez les hommes : selon elle, cela n’affecte non seulement l’économie familiale, mais atteint la liberté individuelle des femmes et l’égalité des sexes. Bref, pour Éva Circé-Côté, le travail des femmes ouvrières est vital à leur survie et à la société, il doit donc être permis et protégé par l’État. Cependant, il est important de noter qu’elle est contre le travail des jeunes femmes bourgeoises, assez aisées pour ne pas avoir besoin de travailler : elle veut protéger les opportunités de gagner de l’argent de celles qui dépendent de ce revenu pour vivre, faisant fi de la liberté individuelle des jeunes bourgeoises de travailler.
Ainsi, son féminisme avait « des contradictions et des illogismes, mais (il) demeure contenu dans les limites du libéralisme et ne prend jamais le dessus sur son idéal de justice et d’égalité »
En effet, lors du débat sur le droit de vote, elle s’est initialement montrée moqueuse des efforts des suffragettes anglaises et canadiennes anglaises, les caricaturant comme négligentes et envieuses de leurs maris, allant avec les tendances de sa société au début du 20e siècle, hostile aux méthodes de manifestation choisie par ces femmes et à leurs propos sur le manque d’éducation des femmes canadiennes-françaises. Cependant, comme elle est en faveur des transformations nées de ce débat, elle prône avec enthousiasme le droit de vote pour les femmes.  Par exemple, elle considère l’élection de neuf femmes en Grande-Bretagne en 1931 qu’elle considère un acte de foi du public sur l’égalité morale et intellectuelle avec les hommes. Elle commence à associer le droit du vote des femmes à leur droit de travailler. À son avis, les femmes, tout comme les hommes, travaillent, alors, elles devraient aussi pouvoir voter, et ce, sans exception. En effet, Éva Circé-Côté dénonce le double-standard du gouvernement Borden en 1917 qui ne laisse que les femmes et parentes de militaire voter aux élections : elle juge que ces femmes n’ont pas de mérites en elles-mêmes qui les distingueraient d’autres femmes tout aussi méritantes de ce droit (p.324). Finalement, elle dénonçait aussi le fait que ce serait la génération après la sienne pourraient voter indépendamment de leurs fils, leur mari et leur père. Justement, elle est très consciente que beaucoup de ses contemporaines ne s’intéressent pas en politique, influencées par le clergé et les nationalistes canadiens-français qui les découragent d’avoir ces intérêts, mettant l’accent sur l’influence traditionnelle qu’elles exercent exclusivement dans la sphère familiale. Elle s’attaque à ce problème sur deux fronts. D’une part, elle responsabilise les canadiennes-françaises du Québec à se battre pour le droit de vote si elles veulent avoir les mêmes droits que les autres canadiennes. D’autre part, pour convaincre les autorités, elle met l’accent sur la responsabilité sociale, la supériorité morale des femmes et leur pacifisme, en plus de rappeler les sacrifices qu’elles ont fait durant la Première Guerre mondiale
Elle fait tout de même preuve de misogynie et caricature les femmes, écrivant sur des vieilles filles égoïstes, des épouses acariâtres, trop dévotes ou mauvaises mère qui ne laissent jamais leurs maris éprouver du plaisir et de la joie. Par exemple, en 1914, elle accuse les femmes avocates de pouvoir séduire les juges pour obtenir gain de cause ou accuse les jeunes femmes harcelées par leur patron d’avoir causer leur mauvaise situation par « (…) leurs vêtements provocants, (…) leur naïveté ou (…) leur mère ignorante » Ainsi, même si elle défendait les femmes mariées et les travailleuses dans ces textes, Éva Circé-Côté ne faisait pas de preuve de solidarité avec toutes les femmes, comme le montre ses attitudes sur les travailleuses du sexe. Elle les perçoit à la fois comme des filles mal éduquées et naïves mal menées par leurs mères et comme des sacrifices pour le bien-être de la société. Elle pense que hommes veulent des rapports sexuels et doivent être libres de les chercher dans un « environnement tolérant et protégé par un certificat médical attestant à la santé des (travailleuses du sexe)» (p.334) Ainsi, contrairement aux féministes européennes et canadiennes anglaises qui prônent la lutte contre le trafic sexuel et la punition des clients, elle perçoit le contrôle des corps des travailleuses du sexe par les corps médicaux, policiers et leur surveillance excessive par la police comme un mal nécessaire.

### Laïcité et religion
Éva Circé-Côté a une relation complexe avec la religion et sa place dans la société moderne.
Au début de sa carrière, elle écrit des œuvres sous le nom de Colombine et de Musette empreints de sentiments religieux. En effet, pour elle, Jésus-Christ « représente l’amour et la lumière » (p. 242) pour tous les peuples qui combattent le fanatisme, l’ignorance et l’oppression. Ainsi, elle accuse l’Église catholique de dénaturer le message du christianisme par sa xénophobie. De plus, elle croit en une religion chrétienne moderne ancrée dans son époque, qui se renouvelle par ses différentes œuvres sociales (hôpitaux, orphelinats, etc.)
Cette position changera en 1904 quand elle fréquentera davantage les connaissances franc-maçonnes de son mari Pierre-Salomon Côté, appelé le médecin des pauvres. Grâce à ses découvertes des auteurs mis à l’Index et de son intérêt pour la politique française, elle développe sa position pour la laïcité de la société, qu’elle gardera pour le reste de sa carrière. Justement, elle pense que la religion doit être inscrite dans le domaine privé, car elle est une relation intime entre un croyant et son Dieu, et ne doit pas influencer la politique.
Ceci allait à l’encontre de la structure politique du Québec lors de sa vie, où tout était séparé par confession religieuse, où l’Église était responsable des services sociaux que pouvaient recevoir ses croyants catholiques et pouvait orienter les élections. Éva Circé-Côté voit cette influence comme un joug qui menace la survie de son peuple qui ne peut évoluer culturellement et intellectuellement, qui ne peut entrer dans la modernité.
Elle respecte le droit des membres du clergé catholique d’avoir leurs opinions politiques et comprend qu’ils contribuent à la survie du peuple, mais elle ne veut pas qu’ils utilisent leur chaire pour influencer les opinions politiques de leurs paroissiens.

### Patriotisme et multiculturalisme
Éva-Circé Côté se définit comme une patriote laïque, elle s’imagine une société canadienne-française unie par la langue française où la culture est démocratisée et la contribution sociale de chacun à la société canadienne-française, peu importe son origine ou sa religion, est prise en compte et appréciée. Justement, elle définit comme patriote « tous ceux qui ont défendu activement les intérêts de la patrie, ses droits, ses traditions et la langue française. Ici, pas question de sang ou d’hérédité ».Elle dénonce donc le nationalisme canadien-français de son époque, poussé par Lionel Groulx, qui définit les Canadiens-Français comme catholiques qui parlent français .
Elle dénonce également l’antisémitisme dans la société québécoise. Par exemple, elle s’en prend aux cercles nationalistes canadiens-français qui sont ouvertement hostiles aux nouveaux arrivants juifs et critique leur exclusion des syndicats catholiques Elle défend également d’autres groupes de nouveaux arrivants, disant qu’ils ont le droit de chercher du travail au Québec et que c’est au gouvernement de distribuer les opportunités économiques de façon juste, prônant notamment de réduire les jours de travail pour pouvoir employer plus de personnes, de rendre les institutions francophones attirantes pour les nouveaux arrivants et de rendre l’instruction obligatoire pour conserver «l’identité et les métiers» des Canadiens-Français, au lieu d’empêcher les immigrants de s’installer et de travailler au Québec.
Finalement, contrairement aux membres du clergé qui voudrait garder les régions éloignées catholiques et francophones, Éva Circé-Côté croit que les immigrants devraient aussi pouvoir les coloniser et s’y établir, solution contre la concentration des nouveaux arrivants dans les grands centres urbains.
Bref, Éva Circé-Côté désire créer un idéal commun pour tous les Canadiens-Français (nés sur le territoire ou naturalisés) de progrès scientifique, de curiosité, de générosité et de charité,

## Œuvres
Pièces de théâtre
- 1903 : Hindelang et DeLorimier (drame historique, cinq actes)
- 1904 : Le Fumeur endiablé (comédie, 1 acte)
- 1921 : Maisonneuve (drame historique, 4 actes)
- 1922 : L'Anglomanie (comédie, 3 actes, prix de l'Action française)

Poésie
- 1903 : Bleu, Blanc, Rouge. Poésie, paysages, causeries. (recueil de poèmes et d'essais, sous le pseudonyme Colombine), Déom Frères éditeurs, Montréal, 1903

Essai
- 1924 : Papineau, son influence sur la pensée canadienne; essai de psychologie historique (essai), Ève Circé-Côté (éditeur), R.A. Regnault & cie imprimeurs, Montréal, 1924. Réédition : Lux, Montréal, 2002, 266 pages  (ISBN 978-2-922494-54-9).

Articles
Sélection de textes reproduits en ligne :
- 1916 : L'éducation de nos filles : elles doivent être protégées pour les luttes de la vie
- 1916 : Incapacité intellectuelle et civile de la femme
- 1917 : Travail égal - salaire égal
- 1918 : Le rôle de la femme en politique
- 1921 : Décence et hypocrisie
- 1923 : Restons chez-nous: L'exode des Canadiens aux États-Unis

## Hommages

### Murale
Une murale réalisée en 2022 par l’artiste Cyrielle Tremblay, assistée de Julien Sicre a été produite sur le mur situé au 1773 de la rue St-Denis dans le quartier latin de Montréal.
L’oeuvre fait partie de la collection « Les batisseur-es culturel-les montréalais-es initié par MU. un organisme qui transforme l’espace public montréalais en réalisant des murales ancrées dans les communautés.

### Roman
"A la fin tu es lasse de ce monde ancien" est une œuvre de fiction écrite par Pierre Roberge. Le roman est basé sur des faits réels de la vie de Éva Circé-Côté et a été publié aux éditions GID en 2021.